# Das Dorf des Schweigens
Das Dorf des Schweigens ist ein deutsches Filmdrama aus dem Jahr 2015. Hans Steinbichler führte Regie bei dem ZDF-Fernsehfilm.

## Handlung
Zwei Wochen vor der geplanten Hochzeit der Ärztin Eva Perner mit dem Lehrer Christian Kern kommt Lydia Perner nach 30 Jahren aus den USA in ihren Geburtsort zurück. Eva hat ohne das Wissen ihrer Familie Kontakt zu ihrer Halbschwester Lydia aufgenommen, die sie bislang nie kennenlernte. Es heißt, dass Lydia mit 14 psychisch erkrankt und nach einem Suizidversuch sowie einer anschließenden psychiatrischen Behandlung in die USA gezogen sei. Eva hatte den Kontakt aufgenommen, da sie fürchtet selbst psychisch krank zu werden.
Lydia schüttet Evas Verlobten Christian ein Glas Wein ins Gesicht und geht wieder. Am nächsten Morgen zeigt sie ihn bei der Polizei an: Sie beschuldigt ihn, sie damals vergewaltigt zu haben. Christian streitet alles ab und nennt eine Interrail-Reise mit Lydias Stiefbruder Max als Alibi. Gerüchte kursieren und Christian muss mit seiner Suspendierung rechnen. Kurz darauf wird seine Leiche gefunden. Es sieht nach einem Selbstmord aus, was später auch durch die von Eva beantragte Obduktion bestätigt wird.
Eva beschuldigt Lydia, Christian durch ihre Anschuldigungen in den Tod getrieben zu haben. Bei einer heftigen Auseinandersetzung entdeckt sie die Narbe eines Kaiserschnitts. Ihre Mutter Karin erklärt Eva, Lydia sei von einem Sommergast verführt worden, der sie aber sitzen gelassen habe. Statt sich der Familie anzuvertrauen, habe Lydia versucht, sich das Leben zu nehmen. Durch die Psychopharmaka, die ihr daraufhin verordnet wurden, sei der Embryo gestorben und mit einem Kaiserschnitt entfernt worden.
Ihr Stiefvater Hans Perner fragt Lydia, warum sie ihm damals nichts gesagt habe: Er habe ihr alles geglaubt! Jetzt aber drängt er sie, auf Eva Rücksicht zu nehmen. Er bietet ihr für ihr Schweigen die Überschreibung des Sommerhauses und 200.000 Euro in bar an. Lydia will das Geld nicht annehmen, aber er stopft es ihr in eine Manteltasche. Lydia wird es später bei der Polizei für Eva hinterlegen lassen. 
Ihr Stiefbruder Max beteuert immer noch, dass er damals mit Christian auf Europareise gewesen sei. Eva widerlegt dies jedoch durch einen Handzettel mit einer Einladung zu einer Sturmfrei-Party von Max und Christian zum damaligen Zeitpunkt. Um letztendliche Klarheit zu erlangen, fordert Eva einen DNA-Vergleich von Christian mit Lydias Totgeburt. Da eröffnet ihr Lydia die Wahrheit: Es gab keine Totgeburt. Eva ist ihre Tochter. Sie ist das bei der Vergewaltigung gezeugte Kind. Ihr Verlobter Christian war ihr leiblicher Vater.
Kurz nacheinander verlassen Lydia und Eva ihr Heimatdorf. In einer der letzten Einstellungen sitzt Hans Perner inmitten der am Boden verstreuten Banknoten: Auch Eva hat sein an Lydia gegebenes Schweigegeld nicht angenommen.

## Kritik
„Atmosphärisch dichtes (Fernseh-)Drama, das geschickt zwischen Familientragödie und Psychothriller changiert.“

## Produktionsnotizen
Als Kulisse der Dreharbeiten, die im September 2014 stattfanden, diente der österreichische Kurort Bad Gastein. Helmuth Lohner starb am 23. Juni 2015, eine Woche vor der Premiere von Das Dorf des Schweigens am 1. Juli beim Filmfest München. Die Erstausstrahlung im ZDF als Fernsehfilm der Woche am 22. Februar 2016 erreichte 6,2 Mio. Zuschauer und einen Marktanteil von 18,1 %.

## Auszeichnungen
Das Dorf des Schweigens war als einer von zwölf Fernsehfilmen des deutschsprachigen Raums für die Wettbewerbe des Fernsehfilmfestivals Baden-Baden 2016 nominiert. Beim Deutschen Fernsehpreis 2017 war Petra Schmidt-Schaller für ihre Darstellung in diesem und zwei weiteren Fernsehfilmen als „Beste Schauspielerin“ nominiert. Simon Schwarz erhielt eine Nominierung in der Kategorie „Schauspieler-Nebenrolle“ bei der Auszeichnung der Deutschen Akademie für Fernsehen 2016.